# 1970: The Complete Fun House Sessions
1970: The Complete Fun House Sessions es una caja recopilatoria compuesto por 7 CD, en edición limitada, que documenta la grabación del álbum Fun House del grupo The Stooges.

## Listado de temas

### Disco 1
1. Fun House (tape glitch fragment) – 0:22
2. studio dialogue – 0:39
3. 1970 (incomplete) – 1:51
4. studio dialogue – 0:20
5. 1970 take 1 – 7:04
6. 1970 take 2 – 3:05
7. studio dialogue – 0:30
8. 1970 take 3 – 7:35
9. 1970 take 4 – 6:02
10. studio dialogue – 0:14
11. Loose (demo) – 1:14
12. studio dialogue – 0:06
13. 1970 take 5 – 5:48
14. Loose take 1 (labeled as I'm Loose) (false start) – 1:37
15. Loose take 2 – 3:41
16. Down On The Street take 1 – 2:05
17. studio dialogue – 0:12
18. Loose take 3 – 3:45
19. Down On The Street take 2 (false start) – 3:31
20. Down On The Street take 3 (false start) – 0:21
21. studio dialogue – 0:34
22. See That Cat (T.V. Eye) – 5:15
23. studio dialogue – 0:11
24. 1970 take 1 – 6:27
25. Fun House take 1 – 10:23
26. studio dialogue – 0:09
27. Lost In The Future (false start) – 0:27
28. studio dialogue – 0:08
29. Lost In The Future (false start) – 1:10

### Disco 2
1. Lost In The Future take 1 – 5:42
2. studio dialogue – 0:11
3. Lost In The Future take 2 (false start) – 1:22
4. Lost In The Future take 3 – 4:35
5. studio dialogue – 0:15
6. Loose take 1 – 3:38
7. studio dialogue – 0:19
8. 1970 take 1 – 6:18
9. Loose take 2 – 3:41
10. Loose take 3 (false start) – 0:26
11. studio dialogue – 0:32
12. Loose take 4 – 3:38
13. studio dialogue – 0:14
14. Loose take 5 – 3:39
15. studio dialogue – 0:08
16. Loose take 6 – 3:43
17. Loose take 7 (false start) – 1:10
18. Loose take 9 – 3:41
19. Loose take 11 – 3:41
20. Loose take 12 – 3:42
21. Loose take 13 – 3:47
22. Loose take 14 – 3:42
23. Loose take 15 – 3:42
24. Slide (Slidin' The Blues) – 4:35
25. studio dialogue – 0:12
26. Loose take 16 – 3:44
27. Loose take 17 (false start) – 0:27
28. Loose take 18 (false start) – 1:00
29. Loose take 19 – 3:38

### Disco 3
1. Loose take 20 – 3:42
2. studio dialogue – 0:20
3. Loose take 21 (false start) – 3:15
4. studio dialogue – 0:44
5. Loose take 22 – 3:40
6. studio dialogue – 0:14
7. Loose take 23 – 3:42
8. Loose take 24 – 3:44
9. Loose take 25 (false start) – 3:14
10. Loose take 26 (false start) – 1:59
11. studio dialogue – 0:13
12. Loose take 27 – 3:38
13. Loose take 28 – 3:34
14. Down On The Street take 1 – 3:57
15. Down On The Street take 2 – 4:11
16. Down On The Street take 3 – 4:08
17. Down On The Street take 4 – 4:15
18. studio dialogue – 0:07
19. Down On The Street take 5 – 4:14
20. studio dialogue – 0:19
21. Down On The Street take 6 – 4:23
22. Down On The Street take 7 (false start) – 0:21
23. Down On The Street take 8 – 4:16
24. Down On The Street take 9 (false start) – 0:25
25. Down On The Street take 10 – 4:25
26. Down On The Street take 11 (false start) – 0:41
27. studio dialogue – 0:27
28. Down On The Street take 12 (false start) – 1:23
29. Down On The Street take 13 – 4:01
30. Down On The Street take 14 (false start) – 2:11
31. Down On The Street take 15 – 3:42

### Disco 4
1. T.V. Eye take 1 – 5:21
2. T.V. Eye take 2 (false start) – 4:29
3. Slide (Slidin' The Blues) – 1:00
4. T.V. Eye take 3 – 5:29
5. T.V. Eye take 4 (false start) – 0:33
6. T.V. Eye take 5 – 5:55
7. T.V. Eye take 6 – 5:43
8. studio dialogue – 0:26
9. T.V. Eye take 7 – 5:21
10. T.V. Eye take 8 – 5:21
11. studio dialogue – 0:17
12. T.V. Eye take 9 – 4:17
13. T.V. Eye take 10 (false start) – 0:12
14. T.V. Eye take 11 – 4:16
15. T.V. Eye take 12 – 4:46
16. T.V. Eye take 13 – 4:17
17. T.V. Eye take 14 – 4:40
18. studio dialogue – 0:17
19. 1970 take 1 – 5:28
20. studio dialogue – 0:13
21. 1970 take 2 – 5:19
22. studio dialogue – 0:10
23. 1970 take 3 – 5:09

### Disco 5
1. 1970 take 4 – 5:44
2. studio dialogue – 0:23
3. 1970 take 5 – 5:24
4. 1970 take 6 (false start) – 1:00
5. 1970 take 7 – 5:44
6. 1970 take 8 – 5:15
7. Fun House take 1 (false start) – 3:09
8. Fun House take 2 – 10:15
9. Fun House take 3 – 11:19
10. studio dialogue – 0:39
11. Fun House take 4 – 8:21
12. Fun House take 5 – 7:45
13. studio dialogue – 0:38
14. Dirt take 1 – 7:29
15. Dirt take 2 – 7:04

### Disco 6
1. Dirt take 3 – 7:03
2. studio dialogue – 0:29
3. Dirt take 4 – 7:06
4. Dirt take 5 – 6:38
5. Dirt take 6 – 6:37
6. Dirt take 7 (false start) – 0:44
7. Dirt take 8 – 6:51
8. Dirt take 9 – 6:55
9. Dirt take 10 – 7:07
10. Dirt take 11 (false start) – 0:07
11. Dirt take 12 – 7:00
12. Freak (titulada luego L.A. Blues) take 1 – 17:24
13. Freak (titulada luego L.A. Blues) take 2 – 4:55

### Disco 7
1. Down on the Street (mono single edit) – 2:42
2. I Feel Alright (1970) (mono single edit) – 3:18